# Aleuroviggianus
Aleuroviggianus is een geslacht van halfvleugeligen (Hemiptera) uit de familie witte vliegen (Aleyrodidae), onderfamilie Aleyrodinae.
De wetenschappelijke naam van dit geslacht is voor het eerst geldig gepubliceerd door Iaccarino in 1982. De typesoort is Aleuroviggianus adrianae.

## Soorten
Aleuroviggianus omvat de volgende soorten:
- Aleuroviggianus adanaensis Bink-Moenen, 1992
- Aleuroviggianus adrianae Iaccarino, 1982
- Aleuroviggianus graecus Bink-Moenen, 1992
- Aleuroviggianus halperini Bink-Moenen, 1992
- Aleuroviggianus polymorphus Bink-Moenen, 1992
- Aleuroviggianus zonalus Bink-Moenen, 1992